# Вівтоненко Юлія Валентинівна
Юлія Валентинівна Вівтоненко (нар. 13 вересня 1949, село Пирогово, тепер у складі міста Вінниці Вінницької області) — українська радянська діячка, старший продавець Вінницького центрального універмагу самообслуговування. Депутат Верховної Ради УРСР 9—11-го скликань.

## Біографія
У 1967—1987 роках — продавець, старший продавець, заступник завідувача секції, товарознавець Вінницького центрального універмагу самообслуговування.
Освіта вища. Закінчила заочно Вінницький філіал Київського торгово-економічного інституту.
З 1989 року — старший спеціаліст виконавчого комітету Вінницької обласної ради депутатів трудящих.
Потім — на пенсії в місті Вінниці.

## Нагороди
- орден «Знак Пошани» (1977)
- медалі